# 高田与市
高田 与市（たかた よいち、1908年 - ）は日本の元スキージャンプ選手。樺太出身。樺太中央倶楽部所属。
1932年のレークプラシッド冬季五輪で31位だった。2回目の着地の際に転倒・負傷して入院した。